# Bistum Ensenada
Das Bistum Ensenada (lateinisch Dioecesis Sinuensis, spanisch Diócesis de Ensenada) ist eine in Mexiko gelegene römisch-katholische Diözese mit Sitz in Ensenada.

## Geschichte
Das Bistum Ensenada wurde am 26. Januar 2007 durch Papst Benedikt XVI. mit der Apostolischen Konstitution Venerabiles Fratres aus Gebietsabtretungen des Erzbistums Tijuana und des Bistums Mexicali errichtet. Es wurde dem Erzbistum Tijuana als Suffraganbistum unterstellt.

## Bischöfe von Ensenada
- Sigifredo Noriega Barceló, 2007–2012, dann Bischof von Zacatecas
- Rafael Valdéz Torres, seit 2013